# 塞格萬
36°00′N 2°54′E / 36.000°N 2.900°E

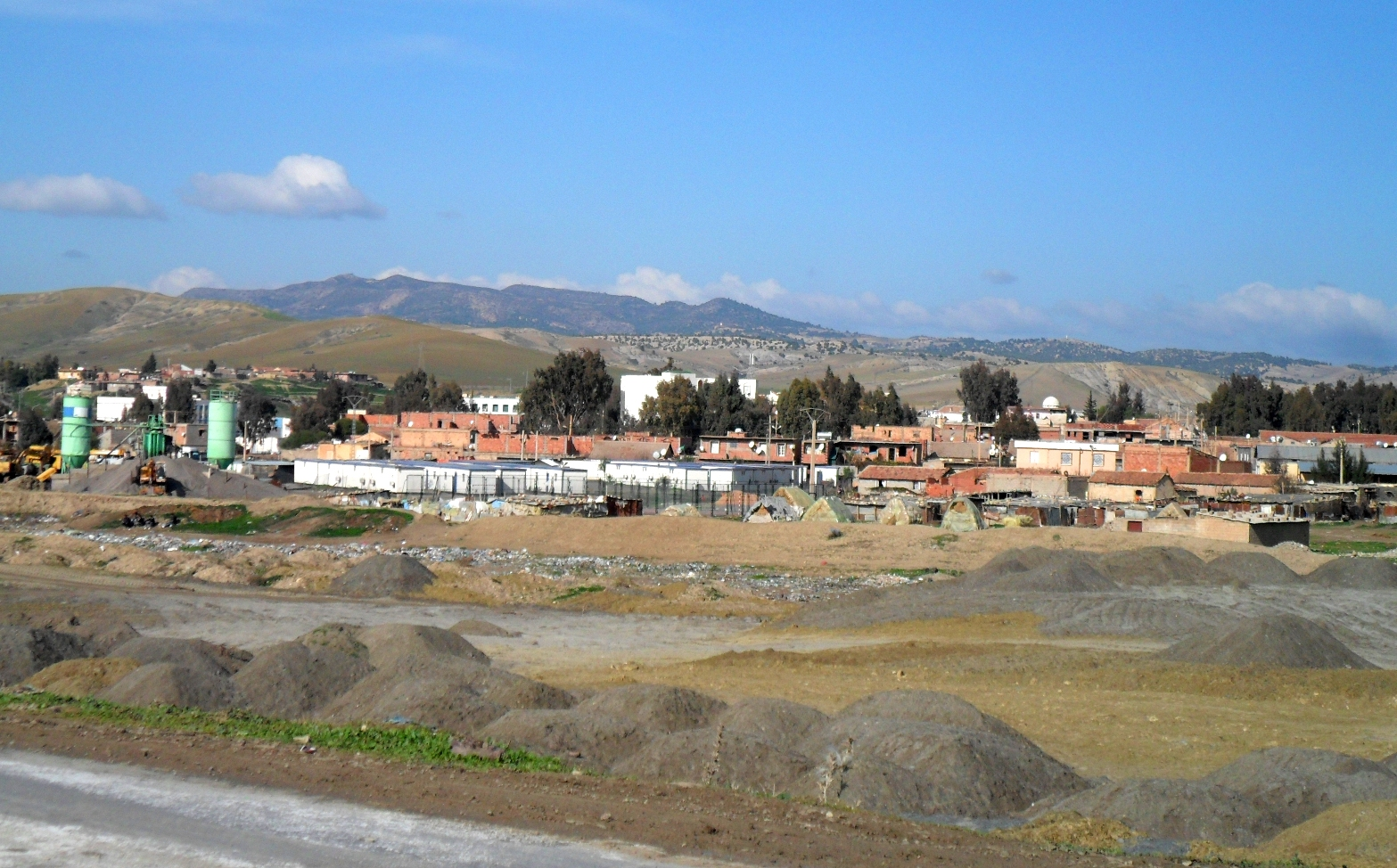
塞格萬

塞格萬（阿拉伯语：‎），是阿爾及利亞的城鎮，位於該國北部，由麥迪亞省負責管轄，是塞格萬區的首府，面積75平方公里，海拔高度681米，2008年人口5,999，人口密度每平方公里80人。